# Peggiopsis distanti
Peggiopsis distanti är en insektsart som först beskrevs av Frederick Arthur Godfrey Muir 1918.  Peggiopsis distanti ingår i släktet Peggiopsis och familjen Derbidae. Inga underarter finns listade i Catalogue of Life.